# Club Tenis Lleida
Club Tenis Lleida és un edifici de Lleida inclòs a l'Inventari del Patrimoni Arquitectònic de Catalunya, seu del club de tennis Lleida.

## Descripció
Local social complementari de les instal·lacions del club. Desenvolupat en planta baixa i dos pisos, amb una façana d'arribada absolutament escenogràfica utilitzant revestiment metàl·lic daurat i la frondositat de les jardineres. La façana posterior és absolutament diferent, amb una entrega de cobertes sobre un mur corregut de vidre que es fa flotar. Programa amb doble circulació de socis i no socis. Estructura mixta.